# Tricholaema diademata
Tricholaema diademata е вид птица от семейство Lybiidae.

## Разпространение
Видът е разпространен в Етиопия, Кения, Судан, Танзания, Уганда и Южен Судан.